# Basquetebol nos Jogos Olímpicos de Verão de 2020 - Qualificação feminina
Este artigo detalha a fase de qualificação feminina do basquetebol nos Jogos Olímpicos de Verão de 2020. (As Olimpíadas foram adiadas para 2021 devido à pandemia de COVID-19). Doze equipes conseguiram qualificação para o torneio feminino de basquetebol feminino. O país-sede e a equipe campeã da Copa do Mundo de 2018 já estavam qualificados. As duas equipes, todavia, tiveram de participar dos torneios de pré-qualificação e de qualificação e receberam uma das vagas daqueles torneios. Portanto, enquanto dois dos Torneios Mundiais de Qualificação entregaram vagas às três primeiras equipes, os outros dois forneceram vagas para as duas melhores, associadas ao país-sede ou à vencedora da Copa do Mundo.
As equipes deveriam se qualificar para os Torneios Femininos de Qualificação Olímpica através do EuroBasket Feminino ou de Torneios de Qualificação ao Pré-Olímpica (para os quais deveriam se qualificar através de Copas Continentais).

## Qualificação
As cidades de Ostend, Bourges, Belgrado e Foshan receberam o direito de sediar os quatro torneios de qualificação da FIBA, de 6 a 9 de fevereiro de 2020. Todavia, o torneio de Foshan foi modificado para Belgrado devido a preocupações com a pandemia da COVID-19.
| Meios de qualificação                                       | Data                        | Local        | Vagas | Qualificado    |
| ----------------------------------------------------------- | --------------------------- | ------------ | ----- | -------------- |
| País-sede                                                   | 7 de setembro de 2013       | Buenos Aires | 1     | Japão          |
| Copa do Mundo de Basquetebol Feminino de 2018               | 22 a 30 de setembro de 2018 | Espanha      | 1     | Estados Unidos |
| Torneios Femininos de Qualificação Olímpica da FIBA de 2020 | 6 a 9 de fevereiro de 2020  | Ostend       | 2     | Bélgica        |
| Torneios Femininos de Qualificação Olímpica da FIBA de 2020 | 6 a 9 de fevereiro de 2020  | Ostend       | 2     | Canadá         |
| Torneios Femininos de Qualificação Olímpica da FIBA de 2020 | 6 a 9 de fevereiro de 2020  | Bourges      | 3     | Austrália      |
| Torneios Femininos de Qualificação Olímpica da FIBA de 2020 | 6 a 9 de fevereiro de 2020  | Bourges      | 3     | França         |
| Torneios Femininos de Qualificação Olímpica da FIBA de 2020 | 6 a 9 de fevereiro de 2020  | Bourges      | 3     | Porto Rico     |
| Torneios Femininos de Qualificação Olímpica da FIBA de 2020 | 6 a 9 de fevereiro de 2020  | Belgrado     | 2     | Nigéria        |
| Torneios Femininos de Qualificação Olímpica da FIBA de 2020 | 6 a 9 de fevereiro de 2020  | Belgrado     | 2     | Sérvia         |
| Torneios Femininos de Qualificação Olímpica da FIBA de 2020 | 6 a 9 de fevereiro de 2020  | Belgrado     | 3     | China          |
| Torneios Femininos de Qualificação Olímpica da FIBA de 2020 | 6 a 9 de fevereiro de 2020  | Belgrado     | 3     | Coreia do Sul  |
| Torneios Femininos de Qualificação Olímpica da FIBA de 2020 | 6 a 9 de fevereiro de 2020  | Belgrado     | 3     | Espanha        |
| Total                                                       | Total                       | Total        | 12    |                |

## Torneios de Pré-Qualificação

### Europa

#### EuroBasket
As seis melhores equipes do EuroBasket Feminino de 2019 qualificaram diretamente para os TMQOs.
| Posição                         | Equipe       | Desempenho |
| ------------------------------- | ------------ | ---------- |
|                                 | Espanha      | 6–0        |
|                                 | França       | 5–1        |
|                                 | Sérvia       | 5–1        |
| 4ª                              | Grã-Bretanha | 4–3        |
| Eliminadas nas quartas-de-final |              |            |
| 5ª                              | Bélgica      | 3–3        |
| 6ª                              | Suécia       | 3–3        |
| 7ª                              | Hungria      | 2–3        |
| 8ª                              | Rússia       | 2–4        |
| Eliminadas na segunda fase      |              |            |
| 9ª                              | Itália       | 2–2        |
| 10ª                             | Eslovênia    | 1–3        |
| 11ª                             | Letônia      | 1–3        |
| 12ª                             | Montenegro   | 1–3        |
| Eliminadas na primeira fase     |              |            |
| 13ª                             | Bielorrússia | 1–2        |
| 14ª                             | Turquia      | 1–2        |
| 15ª                             | Chéquia      | 1–2        |
| 16ª                             | Ucrânia      | 0–3        |

### África

#### Torneio de Pré-Qualificação da África
As seis melhores equipes do AfroBasket Feminino de 2019 disputaram o Torneio de Pré-Qualificação da África de 14 a 17 de novembro de 2019. As duas melhores equipes do torneio avançaram aos TMOQs. O torneio foi realizado em Moçambique.
Todos os horários são locais (UTC+2).

##### Fase preliminar
O sorteio foi realizado em 18 de agosto de 2019.

### Grupo A
| Equipe                         | PJ | G | P | GF | GC | GD | Pts | Classificação |
| ------------------------------ | -- | - | - | -- | -- | -- | --- | ------------- |
| Nigéria                        | 1  | 1 | 0 | 57 | 48 | +9 | 2   | TQO 2020      |
| Moçambique                     | 1  | 0 | 1 | 48 | 57 | -9 | 0   | TQO 2020      |
| República Democrática do Congo | 0  | 0 | 0 | 0  | 0  | 0  | 0   |               |

Regras para classificação: 1) Pontos; 2) Confrontos diretos; 3) Diferença de pontos; 4) Pontos feitos.
| 16 de novembro de 2019 18:00 | Boxscore | Moçambique                                    | 48–57 | Nigéria                                     |  | Pavilhão do Maxaquene, Maputo |  |
| 16 de novembro de 2019 18:00 | Boxscore | Placar por quarto: 8–21, 11–17, 16–8, 13–11   |       |                                             |  | Pavilhão do Maxaquene, Maputo |  |
| 16 de novembro de 2019 18:00 | Boxscore | Pts: Dongue 26 Rbts: Dongue 6 Asts: Pereira 4 |       | Pts: Elonu 12 Rbts: Akhator 12 Asts: Kalu 3 |  | Pavilhão do Maxaquene, Maputo |  |

###### Grupo B
| Pos | Equipe  | J | V | D | GP  | GC  | SG  | Pts | Classificado |
| --- | ------- | - | - | - | --- | --- | --- | --- | ------------ |
| 1   | Senegal | 2 | 2 | 0 | 133 | 124 | +9  | 4   | Semifinais   |
| 2   | Mali    | 2 | 1 | 1 | 118 | 103 | +15 | 3   | Semifinais   |
| 3   | Angola  | 2 | 0 | 2 | 116 | 140 | −24 | 2   |              |

| 14 de novembro de 2019 18:00 | Boxscore | Senegal                                       | 75–71 | Angola                                           |  | Pavilhão do Maxaquene, Maputo |  |
| 14 de novembro de 2019 18:00 | Boxscore | Placar por quarto: 14–22, 20–16, 26–18, 15–15 |       |                                                  |  | Pavilhão do Maxaquene, Maputo |  |
| 14 de novembro de 2019 18:00 | Boxscore | Pts: Diémé 18 Rbts: Diémé 6 Asts: Diémé 6     |       | Pts: Jorge 19 Rbts: Lucas 7 Asts: Jorge, Lucas 4 |  | Pavilhão do Maxaquene, Maputo |  |

| 15 de novembro de 2019 15:30 | Boxscore | Angola                                     | 45–65 | Mali                                                                   |  | Pavilhão do Maxaquene, Maputo |  |
| 15 de novembro de 2019 15:30 | Boxscore | Placar por quarto: 13–20, 5–9, 20–24, 7–12 |       |                                                                        |  | Pavilhão do Maxaquene, Maputo |  |
| 15 de novembro de 2019 15:30 | Boxscore | Pts: Daniel 9 Rbts: Paulo 10 Asts: Lucas 3 |       | Pts: M. Coulibaly 21 Rbts: K. Coulibaly, Maiga 6 Asts: three players 3 |  | Pavilhão do Maxaquene, Maputo |  |

| 16 de novembro de 2019 15:30 | Boxscore | Mali                                                                    | 53–58 | Senegal                                      |  | Pavilhão do Maxaquene, Maputo |  |
| 16 de novembro de 2019 15:30 | Boxscore | Placar por quarto: 9–15, 15–13, 15–19, 14–11                            |       |                                              |  | Pavilhão do Maxaquene, Maputo |  |
| 16 de novembro de 2019 15:30 | Boxscore | Pts: K. Coulibaly 14 Rbts: K. Coulibaly, M. Coulibaly 6 Asts: Gandega 4 |       | Pts: Sy-Diop 16 Rbts: Diarra 8 Asts: Diémé 4 |  | Pavilhão do Maxaquene, Maputo |  |

###### Semifinais
Não houve disputa de final. As duas vencedoras das semifinais avançaram à disputa do Torneio Mundial de Qualificação.
| 17 de novembro de 2019 15:30 | Boxscore | Nigéria                                       | 74–59 | Mali                                                  |  | Pavilhão do Maxaquene, Maputo |  |
| 17 de novembro de 2019 15:30 | Boxscore | Placar por quarto: 14–11, 20–14, 25–14, 15–20 |       |                                                       |  | Pavilhão do Maxaquene, Maputo |  |
| 17 de novembro de 2019 15:30 | Boxscore | Pts: Kalu 15 Rbts: Kalu 7 Asts: Elonu 5       |       | Pts: Tireira 20 Rbts: M. Coulibaly 12 Asts: Gandega 3 |  | Pavilhão do Maxaquene, Maputo |  |

| 17 de novembro de 2019 18:00 | Boxscore | Senegal                                    | 49–56 | Moçambique                                              |  | Pavilhão do Maxaquene, Maputo |  |
| 17 de novembro de 2019 18:00 | Boxscore | Placar por quarto: 10–9, 8–17, 14–8, 17–22 |       |                                                         |  | Pavilhão do Maxaquene, Maputo |  |
| 17 de novembro de 2019 18:00 | Boxscore | Pts: Sarr 15 Rbts: Sy 6 Asts: Diémé 5      |       | Pts: Mucauro 12 Rbts: Henriques, Mucauro 7 Asts: Zita 5 |  | Pavilhão do Maxaquene, Maputo |  |

### Américas

#### Torneios de Pré-Qualificação das Américas
As oito melhores equipes da AmeriCup Feminina de 2019 disputaram dois torneios de pré-qualificação, com quatro equipes em cada torneio. As duas melhores equipes de cada torneio avançaram aos torneios mundiais.
O sorteio foi realizado em 30 de setembro de 2019. O Canadá e a Argentina sediaram um torneio cada.

##### Grupo A
| Pos | Equipe               | J | V | D | GP  | GC  | SG   | Pts | Classificado |
| --- | -------------------- | - | - | - | --- | --- | ---- | --- | ------------ |
| 1   | Canadá (H)           | 3 | 3 | 0 | 304 | 193 | +111 | 6   | TQO 2020     |
| 2   | Porto Rico           | 3 | 2 | 1 | 271 | 223 | +48  | 5   | TQO 2020     |
| 3   | Cuba                 | 3 | 1 | 2 | 204 | 261 | −57  | 4   |              |
| 4   | República Dominicana | 3 | 0 | 3 | 186 | 288 | −102 | 3   |              |

Todos os horários são locais (UTC−7).
| 14 de novembro de 2019 17:00 | Boxscore | República Dominicana                                                      | 58–108 | Porto Rico                                                        |  | Edmonton Expo Centre, Edmonton Árbitros: Marcos Benito (BRA), Juan Fernández (ARG), Fernando Leite (BRA) |  |
| 14 de novembro de 2019 17:00 | Boxscore | Placar por quarto: 9–35, 13–32, 15–18, 21–23                              |        |                                                                   |  | Edmonton Expo Centre, Edmonton Árbitros: Marcos Benito (BRA), Juan Fernández (ARG), Fernando Leite (BRA) |  |
| 14 de novembro de 2019 17:00 | Boxscore | Pts: Marte 13 Rbts: Monsac, Reynoso 7 Asts: De los Ángeles, Evangelista 2 |        | Pts: Quiñones 20 Rbts: Gibson, Quiñones 7 Asts: Rosado, Salamán 6 |  | Edmonton Expo Centre, Edmonton Árbitros: Marcos Benito (BRA), Juan Fernández (ARG), Fernando Leite (BRA) |  |

| 14 de novembro de 2019 19:30 | Boxscore | Canadá                                           | 110–53 | Cuba                                                            |  | Edmonton Expo Centre, Edmonton Árbitros: Leandro Lezcano (ARG), Krishna Domínguez (MEX), Grant Todey (USA) |  |
| 14 de novembro de 2019 19:30 | Boxscore | Placar por quarto: 28–15, 25–17, 33–7, 24–14     |        |                                                                 |  | Edmonton Expo Centre, Edmonton Árbitros: Leandro Lezcano (ARG), Krishna Domínguez (MEX), Grant Todey (USA) |  |
| 14 de novembro de 2019 19:30 | Boxscore | Pts: Nurse 28 Rbts: Achonwa 8 Asts: Pellington 7 |        | Pts: Amargo, Galindo 12 Rbts: Becquer 7 Asts: Ávila, Martínez 3 |  | Edmonton Expo Centre, Edmonton Árbitros: Leandro Lezcano (ARG), Krishna Domínguez (MEX), Grant Todey (USA) |  |

| 16 de novembro de 2019 14:30 | Boxscore | Cuba                                                     | 70–68 | República Dominicana                              |  | Edmonton Expo Centre, Edmonton Árbitros: Juan Fernández (ARG), Julio Anaya (PAN), Grant Todey (USA) |  |
| 16 de novembro de 2019 14:30 | Boxscore | Placar por quarto: 14–20, 16–13, 22–17, 18–18            |       |                                                   |  | Edmonton Expo Centre, Edmonton Árbitros: Juan Fernández (ARG), Julio Anaya (PAN), Grant Todey (USA) |  |
| 16 de novembro de 2019 14:30 | Boxscore | Pts: Galindo 25 Rbts: Galindo 9 Asts: Amargo, Martínez 6 |       | Pts: Monsac 25 Rbts: Monsac 8 Asts: Evangelista 3 |  | Edmonton Expo Centre, Edmonton Árbitros: Juan Fernández (ARG), Julio Anaya (PAN), Grant Todey (USA) |  |

| 16 de novembro de 2019 17:00 | Boxscore | Porto Rico                                             | 80–84 | Canadá                                                           |  | Edmonton Expo Centre, Edmonton Árbitros: Marcos Benito (BRA), Leandro Lezcano (ARG), Fernando Leite (BRA) |  |
| 16 de novembro de 2019 17:00 | Boxscore | Placar por quarto: 15–16, 12–17, 30–26, 23–25          |       |                                                                  |  | Edmonton Expo Centre, Edmonton Árbitros: Marcos Benito (BRA), Leandro Lezcano (ARG), Fernando Leite (BRA) |  |
| 16 de novembro de 2019 17:00 | Boxscore | Pts: O'Neill 21 Rbts: Lozada-Cabbage 9 Asts: O'Neill 4 |       | Pts: Raincock-Ekunwe 27 Rbts: Raincock-Ekunwe 11 Asts: Achonwa 4 |  | Edmonton Expo Centre, Edmonton Árbitros: Marcos Benito (BRA), Leandro Lezcano (ARG), Fernando Leite (BRA) |  |

| 17 de novembro de 2019 13:30 | Boxscore | Cuba                                                        | 81–83 | Porto Rico                                             |  | Edmonton Expo Centre, Edmonton Árbitros: Marcos Benito (BRA), Juan Fernández (ARG), Krishna Domínguez (MEX) |  |
| 17 de novembro de 2019 13:30 | Boxscore | Placar por quarto: 18–23, 21–16, 17–19, 25–25               |       |                                                        |  | Edmonton Expo Centre, Edmonton Árbitros: Marcos Benito (BRA), Juan Fernández (ARG), Krishna Domínguez (MEX) |  |
| 17 de novembro de 2019 13:30 | Boxscore | Pts: Ávila, Galindo 23 Rbts: Ávila 12 Asts: three players 3 |       | Pts: Rosado 17 Rbts: Lozada-Cabbage 14 Asts: O'Neill 5 |  | Edmonton Expo Centre, Edmonton Árbitros: Marcos Benito (BRA), Juan Fernández (ARG), Krishna Domínguez (MEX) |  |

| 17 de novembro de 2019 16:00 | Boxscore | República Dominicana                          | 60–110 | Canadá                                               |  | Edmonton Expo Centre, Edmonton Árbitros: Leandro Lezcano (ARG), Julio Anaya (PAN), Fernando Leite (BRA) |  |
| 17 de novembro de 2019 16:00 | Boxscore | Placar por quarto: 15–31, 14–32, 13–30, 18–17 |        |                                                      |  | Edmonton Expo Centre, Edmonton Árbitros: Leandro Lezcano (ARG), Julio Anaya (PAN), Fernando Leite (BRA) |  |
| 17 de novembro de 2019 16:00 | Boxscore | Pts: Hernández 23 Rbts: Marte 5 Asts: Frias 3 |        | Pts: Hill 16 Rbts: Edwards 7 Asts: Raincock-Ekunwe 5 |  | Edmonton Expo Centre, Edmonton Árbitros: Leandro Lezcano (ARG), Julio Anaya (PAN), Fernando Leite (BRA) |  |

##### Grupo B
| Pos | Equipe         | J | V | D | GP  | GC  | SG   | Pts | Classificado |
| --- | -------------- | - | - | - | --- | --- | ---- | --- | ------------ |
| 1   | Estados Unidos | 3 | 3 | 0 | 271 | 143 | +128 | 6   |              |
| 2   | Brasil         | 3 | 2 | 1 | 199 | 164 | +35  | 5   | TQO 2020     |
| 3   | Colômbia       | 3 | 1 | 2 | 148 | 228 | −80  | 4   |              |
| 4   | Argentina (H)  | 3 | 0 | 3 | 152 | 235 | −83  | 3   |              |

1. ↑  Os Estados Unidos já estavam qualificados como campeões mundiais

Todos os horários são locais (UTC−3).
| 14 de novembro de 2019 18:30 | Boxscore | Brasil                                                             | 61–76 | Estados Unidos                                   |  | Dow Center, Bahía Blanca Árbitros: Nathaniel Saunders (CAN), Daniel García (VEN), Sebastián Negrón (CHI) |  |
| 14 de novembro de 2019 18:30 | Boxscore | Placar por quarto: 15–10, 16–23, 12–21, 18–22                      |       |                                                  |  | Dow Center, Bahía Blanca Árbitros: Nathaniel Saunders (CAN), Daniel García (VEN), Sebastián Negrón (CHI) |  |
| 14 de novembro de 2019 18:30 | Boxscore | Pts: Dantas, De Souza 11 Rbts: De Souza 12 Asts: Costa, Teixeira 5 |       | Pts: Fowles, Gray 21 Rbts: Fowles 6 Asts: Gray 8 |  | Dow Center, Bahía Blanca Árbitros: Nathaniel Saunders (CAN), Daniel García (VEN), Sebastián Negrón (CHI) |  |

| 14 November 2019 21:00 | Boxscore | Colômbia                                      | 67–63 | Argentina                                                |  | Dow Center, Bahía Blanca Árbitros: Daniel García (VEN), Alexis Mercado (PUR), Maripier Malo (CAN) |  |
| 14 November 2019 21:00 | Boxscore | Placar por quarto: 20–14, 18–14, 10–21, 19–14 |       |                                                          |  | Dow Center, Bahía Blanca Árbitros: Daniel García (VEN), Alexis Mercado (PUR), Maripier Malo (CAN) |  |
| 14 November 2019 21:00 | Boxscore | Pts: Martínez 23 Rbts: Vente 9 Asts: Ríos 6   |       | Pts: Burani 29 Rbts: Burani 10 Asts: González, Santana 6 |  | Dow Center, Bahía Blanca Árbitros: Daniel García (VEN), Alexis Mercado (PUR), Maripier Malo (CAN) |  |

| 16 de novembro de 2019 18:30 | Boxscore | Colômbia                                    | 33–61 | Brasil                                                     |  | Dow Center, Bahía Blanca Árbitros: Andrés Bartel (URU), Nathaniel Saunders (CAN), Alexis Mercado (PUR) |  |
| 16 de novembro de 2019 18:30 | Boxscore | Placar por quarto: 4–13, 4–17, 15–14, 10–17 |       |                                                            |  | Dow Center, Bahía Blanca Árbitros: Andrés Bartel (URU), Nathaniel Saunders (CAN), Alexis Mercado (PUR) |  |
| 16 de novembro de 2019 18:30 | Boxscore | Pts: Ríos 15 Rbts: Ríos 6 Asts: Muñoz 2     |       | Pts: Dantas, Teixeira 10 Rbts: Dos Santos 11 Asts: Costa 6 |  | Dow Center, Bahía Blanca Árbitros: Andrés Bartel (URU), Nathaniel Saunders (CAN), Alexis Mercado (PUR) |  |

| 16 November 2019 21:00 | Boxscore | Estados Unidos                                          | 91–34 | Argentina                                          |  | Dow Center, Bahía Blanca Árbitros: Maripier Malo (CAN), Daniel García (VEN), Carlos Peralta (ECU) |  |
| 16 November 2019 21:00 | Boxscore | Placar por quarto: 19–9, 25–4, 26–8, 21–13              |       |                                                    |  | Dow Center, Bahía Blanca Árbitros: Maripier Malo (CAN), Daniel García (VEN), Carlos Peralta (ECU) |  |
| 16 November 2019 21:00 | Boxscore | Pts: DeShields, Fowles 13 Rbts: Collier 12 Asts: Gray 6 |       | Pts: Boquete 9 Rbts: Santana 6 Asts: De La Barba 4 |  | Dow Center, Bahía Blanca Árbitros: Maripier Malo (CAN), Daniel García (VEN), Carlos Peralta (ECU) |  |

| 17 de novembro de 2019 18:30 | Boxscore | Estados Unidos                                                 | 104–48 | Colômbia                              |  | Dow Center, Bahía Blanca Árbitros: Maripier Malo (CAN), Daniel García (VEN), Sebastián Negrón (CHI) |  |
| 17 de novembro de 2019 18:30 | Boxscore | Placar por quarto: 20–14, 20–13, 26–9, 38–12                   |        |                                       |  | Dow Center, Bahía Blanca Árbitros: Maripier Malo (CAN), Daniel García (VEN), Sebastián Negrón (CHI) |  |
| 17 de novembro de 2019 18:30 | Boxscore | Pts: Wilson 23 Rbts: DeShields, Wilson 9 Asts: Diggins-Smith 9 |        | Pts: Ríos 15 Rbts: Paz 6 Asts: Ríos 3 |  | Dow Center, Bahía Blanca Árbitros: Maripier Malo (CAN), Daniel García (VEN), Sebastián Negrón (CHI) |  |

| 17 de novembro de 2019 21:00 | Boxscore | Argentina                                      | 55–77 | Brasil                                       |  | Dow Center, Bahía Blanca Árbitros: Andrés Bartel (URU), Nathaniel Saunders (CAN), Carlos Peralta (ECU) |  |
| 17 de novembro de 2019 21:00 | Boxscore | Placar por quarto: 17–17, 20–29, 4–14, 14–17   |       |                                              |  | Dow Center, Bahía Blanca Árbitros: Andrés Bartel (URU), Nathaniel Saunders (CAN), Carlos Peralta (ECU) |  |
| 17 de novembro de 2019 21:00 | Boxscore | Pts: Boquete 13 Rbts: Boquete 5 Asts: Burani 4 |       | Pts: Dantas 26 Rbts: Dantas 13 Asts: Costa 6 |  | Dow Center, Bahía Blanca Árbitros: Andrés Bartel (URU), Nathaniel Saunders (CAN), Carlos Peralta (ECU) |  |

### Ásia/Oceania

#### Torneios de Pré-Qualificação da Ásia/Oceania
As oito equipes que fizeram parte da Copa da Ásia da FIBA de 2019, incluído o país-sede das Olimpíadas (Japão), disputaram dois torneios de pré-qualificação da Ásia/Oceania, com quatro equipes em cada torneio. Para o torneio em que o Japão disputou, o Japão e a outra melhor equipe avançara ao TQO. Para o outro torneio, as duas melhores equipes avançaram.
A Copa da Ásia da FIBA de 2019 estava planejada para ter duas divisões, a Divisão A e a Divisão B. De acordo com os arranjos inicias, as sete melhores equipes da Divisão A e a melhor equipe da Divisão B teriam avançado para o qualificatório da Ásia/Oceania. Todavia, a Divisão B não foi realizada, visto que nenhum país desejou sediar o torneio, e a Índia, que ficou em último na Copa da Ásia da FIBA de 2019, recebeu uma vaga para o torneio.
O sorteio foi realizado em 28 de setembro de 2019. Os torneios foram realizados na Nova Zelândia e na Malásia.

##### Group A
| Pos | Equipe            | J | V | D | GP  | GC  | SG   | Pts | Classificado |
| --- | ----------------- | - | - | - | --- | --- | ---- | --- | ------------ |
| 1   | China             | 3 | 2 | 1 | 301 | 201 | +100 | 5   | TQO 2020     |
| 2   | Coreia do Sul     | 3 | 2 | 1 | 260 | 224 | +36  | 5   | TQO 2020     |
| 3   | Nova Zelândia (H) | 3 | 2 | 1 | 251 | 213 | +38  | 5   |              |
| 4   | Filipinas         | 3 | 0 | 3 | 178 | 352 | −174 | 3   |              |

1. 1 2 3  China 3 Pts, +22 PD; South Korea 3 Pts, −3 PD; New Zealand 3 Pts, −19 PD

Todos os horários são locais (UTC+13).
| 14 de novembro de 2019 17:00 | Boxscore | Coreia do Sul                                          | 81–80 | China                                                |  | The Trusts Arena, Auckland Árbitros: Michael Aylen (AUS), Takaki Kato (JPN), Yevgeniy Mikheyev (KAZ) |  |
| 14 de novembro de 2019 17:00 | Boxscore | Placar por quarto: 25–17, 23–24, 18–15, 15–24          |       |                                                      |  | The Trusts Arena, Auckland Árbitros: Michael Aylen (AUS), Takaki Kato (JPN), Yevgeniy Mikheyev (KAZ) |  |
| 14 de novembro de 2019 17:00 | Boxscore | Pts: Park J. 23 Rbts: Park J. 8 Asts: Kim H., Kim J. 4 |       | Pts: Li Yue. 15 Rbts: cinco jogadoras 6 Asts: Shao 7 |  | The Trusts Arena, Auckland Árbitros: Michael Aylen (AUS), Takaki Kato (JPN), Yevgeniy Mikheyev (KAZ) |  |

| 14 de novembro de 2019 19:30 | Boxscore | Nova Zelândia                                                           | 111–54 | Filipinas                                                           |  | The Trusts Arena, Auckland Árbitros: Rabah Noujaim (LBN), Vaughan Mayberry (AUS), Watcharin Padungratchadakit (THA) |  |
| 14 de novembro de 2019 19:30 | Boxscore | Placar por quarto: 24–17, 36–11, 23–19, 28–7                            |        |                                                                     |  | The Trusts Arena, Auckland Árbitros: Rabah Noujaim (LBN), Vaughan Mayberry (AUS), Watcharin Padungratchadakit (THA) |  |
| 14 de novembro de 2019 19:30 | Boxscore | Pts: Boagni, Davidson 16 Rbts: Davidson 11 Asts: Boagni, Leger-Walker 7 |        | Pts: Bernardino 17 Rbts: Danielle Animam 8 Asts: quatro jogadoras 2 |  | The Trusts Arena, Auckland Árbitros: Rabah Noujaim (LBN), Vaughan Mayberry (AUS), Watcharin Padungratchadakit (THA) |  |

| 16 de novembro de 2019 15:10 | Boxscore | Filipinas                                                     | 75–114 | Coreia do Sul                                       |  | The Trusts Arena, Auckland Árbitros: Takaki Kato (JPN), Rabah Noujaim (LBN), Yevgeniy Mikheyev (KAZ) |  |
| 16 de novembro de 2019 15:10 | Boxscore | Placar por quarto: 12–34, 21–29, 15–28, 27–23                 |        |                                                     |  | The Trusts Arena, Auckland Árbitros: Takaki Kato (JPN), Rabah Noujaim (LBN), Yevgeniy Mikheyev (KAZ) |  |
| 16 de novembro de 2019 15:10 | Boxscore | Pts: Bernardino 19 Rbts: Bernardino 8 Asts: Cabinbin, Hayes 4 |        | Pts: Kang L. 16 Rbts: três jogadoras 9 Asts: Shin 5 |  | The Trusts Arena, Auckland Árbitros: Takaki Kato (JPN), Rabah Noujaim (LBN), Yevgeniy Mikheyev (KAZ) |  |

| 16 de novembro de 2019 17:30 | Boxscore | China                                         | 94–71 | Nova Zelândia                                           |  | The Trusts Arena, Auckland Árbitros: Vaughan Mayberry (AUS), Michael Aylen (AUS), Imran Ali Baig (IND) |  |
| 16 de novembro de 2019 17:30 | Boxscore | Placar por quarto: 28–14, 22–15, 19–19, 25–23 |       |                                                         |  | The Trusts Arena, Auckland Árbitros: Vaughan Mayberry (AUS), Michael Aylen (AUS), Imran Ali Baig (IND) |  |
| 16 de novembro de 2019 17:30 | Boxscore | Pts: Li M. 18 Rbts: Li Yue. 7 Asts: Li Yua. 6 |       | Pts: Purcell 21 Rbts: Davidson 8 Asts: Cocks, Purcell 4 |  | The Trusts Arena, Auckland Árbitros: Vaughan Mayberry (AUS), Michael Aylen (AUS), Imran Ali Baig (IND) |  |

| 17 de novembro de 2019 15:10 | Boxscore | Filipinas                                                | 49–127 | China                                |  | The Trusts Arena, Auckland Árbitros: Michael Aylen (AUS), Takaki Kato (JPN), Watcharin Padungratchadakit (THA) |  |
| 17 de novembro de 2019 15:10 | Boxscore | Placar por quarto: 10–36, 13–33, 11–34, 15–24            |        |                                      |  | The Trusts Arena, Auckland Árbitros: Michael Aylen (AUS), Takaki Kato (JPN), Watcharin Padungratchadakit (THA) |  |
| 17 de novembro de 2019 15:10 | Boxscore | Pts: Pontejos 16 Rbts: três jogadoras 3 Asts: Castillo 3 |        | Pts: Han 26 Rbts: Gao 14 Asts: Pan 8 |  | The Trusts Arena, Auckland Árbitros: Michael Aylen (AUS), Takaki Kato (JPN), Watcharin Padungratchadakit (THA) |  |

| 17 de novembro de 2019 17:30 | Boxscore | Coreia do Sul                                    | 65–69 | Nova Zelândia                                      |  | The Trusts Arena, Auckland Árbitros: Rabah Noujaim (LBN), Vaughan Mayberry (AUS), Imran Ali Baig (IND) |  |
| 17 de novembro de 2019 17:30 | Boxscore | Placar por quarto: 8–21, 20–16, 22–18, 15–14     |       |                                                    |  | The Trusts Arena, Auckland Árbitros: Rabah Noujaim (LBN), Vaughan Mayberry (AUS), Imran Ali Baig (IND) |  |
| 17 de novembro de 2019 17:30 | Boxscore | Pts: Kang L. 21 Rbts: Park J. 11 Asts: Park J. 6 |       | Pts: Davidson 24 Rbts: Davidson 15 Asts: Purcell 6 |  | The Trusts Arena, Auckland Árbitros: Rabah Noujaim (LBN), Vaughan Mayberry (AUS), Imran Ali Baig (IND) |  |

##### Grupo B
| Pos | Equipe       | J | V | D | GP  | GC  | SG   | Pts | Classificado |
| --- | ------------ | - | - | - | --- | --- | ---- | --- | ------------ |
| 1   | Japão        | 3 | 3 | 0 | 285 | 155 | +130 | 6   |              |
| 2   | Austrália    | 3 | 2 | 1 | 267 | 162 | +105 | 5   | TQO 2020     |
| 3   | Taipé Chinês | 3 | 1 | 2 | 187 | 223 | −36  | 4   |              |
| 4   | Índia        | 3 | 0 | 3 | 114 | 313 | −199 | 3   |              |

1. ↑  O Japão já estava qualificado como país-sede dos Jogos Olímpicos de Verão de 2020.

Todos os horários são locais (UTC+8).
| 14 de novembro de 2019 17:00 | Boxscore | Austrália                                    | 84–51 | Taipé Chinês                                              |  | MABA Stadium, Kuala Lumpur Árbitros: Hwang In-tae (KOR), Anton Kozlov (KAZ), Joenard Garcia (PHI) |  |
| 14 de novembro de 2019 17:00 | Boxscore | Placar por quarto: 26–9, 22–13, 24–11, 12–18 |       |                                                           |  | MABA Stadium, Kuala Lumpur Árbitros: Hwang In-tae (KOR), Anton Kozlov (KAZ), Joenard Garcia (PHI) |  |
| 14 de novembro de 2019 17:00 | Boxscore | Pts: Cambage 16 Rbts: George 9 Asts: O'Hea 6 |       | Pts: três jogadoras 9 Rbts: Lin Y., Wang 4 Asts: Lin Y. 4 |  | MABA Stadium, Kuala Lumpur Árbitros: Hwang In-tae (KOR), Anton Kozlov (KAZ), Joenard Garcia (PHI) |  |

| 14 de novembro de 2019 20:00 | Boxscore | Japão                                              | 120–29 | Índia                                                 |  | MABA Stadium, Kuala Lumpur Árbitros: Dallas Pickering (NZL), Yu Jung (TPE), Chan Owe Shiong (MAS) |  |
| 14 de novembro de 2019 20:00 | Boxscore | Placar por quarto: 32–8, 39–8, 24–9, 25–4          |        |                                                       |  | MABA Stadium, Kuala Lumpur Árbitros: Dallas Pickering (NZL), Yu Jung (TPE), Chan Owe Shiong (MAS) |  |
| 14 de novembro de 2019 20:00 | Boxscore | Pts: Miyashita 21 Rbts: Umezawa 9 Asts: Yoshida 11 |        | Pts: Nixon 8 Rbts: Kumari, Udayakumar 4 Asts: Jeena 3 |  | MABA Stadium, Kuala Lumpur Árbitros: Dallas Pickering (NZL), Yu Jung (TPE), Chan Owe Shiong (MAS) |  |

| 16 de novembro de 2019 17:00 | Boxscore | Índia                                                   | 29–114 | Austrália                                     |  | MABA Stadium, Kuala Lumpur Árbitros: Yu Jung (TPE), Yuen Chun Yip (HKG), Joenard Garcia (PHI) |  |
| 16 de novembro de 2019 17:00 | Boxscore | Placar por quarto: 3–36, 8–21, 6–31, 12–26              |        |                                               |  | MABA Stadium, Kuala Lumpur Árbitros: Yu Jung (TPE), Yuen Chun Yip (HKG), Joenard Garcia (PHI) |  |
| 16 de novembro de 2019 17:00 | Boxscore | Pts: Arvind 7 Rbts: Udayakumar 7 Asts: Geetha, Kumari 2 |        | Pts: Allen 20 Rbts: Magbegor 9 Asts: Talbot 7 |  | MABA Stadium, Kuala Lumpur Árbitros: Yu Jung (TPE), Yuen Chun Yip (HKG), Joenard Garcia (PHI) |  |

| 16 de novembro de 2019 20:00 | Boxscore | Taipé Chinês                                      | 57–83 | Japão                                                |  | MABA Stadium, Kuala Lumpur Árbitros: Dallas Pickering (NZL), Hwang In-tae (KOR), Chan Owe Shiong (MAS) |  |
| 16 de novembro de 2019 20:00 | Boxscore | Placar por quarto: 7–13, 11–21, 12–30, 27–19      |       |                                                      |  | MABA Stadium, Kuala Lumpur Árbitros: Dallas Pickering (NZL), Hwang In-tae (KOR), Chan Owe Shiong (MAS) |  |
| 16 de novembro de 2019 20:00 | Boxscore | Pts: Lin Y. 14 Rbts: Wang 9 Asts: three players 2 |       | Pts: Tokashiki 17 Rbts: Miyazawa 11 Asts: Miyazawa 5 |  | MABA Stadium, Kuala Lumpur Árbitros: Dallas Pickering (NZL), Hwang In-tae (KOR), Chan Owe Shiong (MAS) |  |

| 17 de novembro de 2019 15:00 | Boxscore | Taipé Chinês                                 | 79–56 | Índia                                            |  | MABA Stadium, Kuala Lumpur Árbitros: Dallas Pickering (NZL), Joenard Garcia (PHI), Anton Kozlov (KAZ) |  |
| 17 de novembro de 2019 15:00 | Boxscore | Placar por quarto: 22–10, 25–19, 24–12, 8–15 |       |                                                  |  | MABA Stadium, Kuala Lumpur Árbitros: Dallas Pickering (NZL), Joenard Garcia (PHI), Anton Kozlov (KAZ) |  |
| 17 de novembro de 2019 15:00 | Boxscore | Pts: Chen 20 Rbts: Tsai 11 Asts: Huang F. 6  |       | Pts: Jeena 15 Rbts: Udayakumar 11 Asts: Limaye 6 |  | MABA Stadium, Kuala Lumpur Árbitros: Dallas Pickering (NZL), Joenard Garcia (PHI), Anton Kozlov (KAZ) |  |

| 17 de novembro de 2019 18:00 | Boxscore | Japão                                                 | 82–69 | Austrália                                            |  | MABA Stadium, Kuala Lumpur Árbitros: Hwang In-tae (KOR), Yu Jung (TPE), Yuen Chun Yip (HKG) |  |
| 17 de novembro de 2019 18:00 | Boxscore | Placar por quarto: 30–16, 17–18, 17–19, 18–16         |       |                                                      |  | MABA Stadium, Kuala Lumpur Árbitros: Hwang In-tae (KOR), Yu Jung (TPE), Yuen Chun Yip (HKG) |  |
| 17 de novembro de 2019 18:00 | Boxscore | Pts: Motohashi 16 Rbts: Miyazawa 12 Asts: Motohashi 7 |       | Pts: Cambage 17 Rbts: três jogadoras 6 Asts: O'Hea 7 |  | MABA Stadium, Kuala Lumpur Árbitros: Hwang In-tae (KOR), Yu Jung (TPE), Yuen Chun Yip (HKG) |  |

## Torneios de Qualificação Olímpica

### Qualificação para os TQOs
Houve um processo de pré-qualificação para os torneios. As equipes europeias deveriam terminar entre as seis primeiras do EuroBasket, enquanto equipes das Américas, da Ásia (incluindo Oceania) e da África disputaram torneios de pré-qualificação. O país-sede (Japão) e a equipe campeã da Copa do Mundo (Estados Unidos) qualificaram automaticamente para os TQOs, cada um retirando uma vaga de seu respectivo continente.

## Equipes
| Meios de qualificação                        | Data                             | Local            | Vagas | Qualificado    |
| -------------------------------------------- | -------------------------------- | ---------------- | ----- | -------------- |
| EuroBasket Feminino de 2019                  | 27 de junho a 7 de julho de 2019 | Sérvia · Letônia | 6     | Grã-Bretanha   |
| EuroBasket Feminino de 2019                  | 27 de junho a 7 de julho de 2019 | Sérvia · Letônia | 6     | Espanha        |
| EuroBasket Feminino de 2019                  | 27 de junho a 7 de julho de 2019 | Sérvia · Letônia | 6     | França         |
| EuroBasket Feminino de 2019                  | 27 de junho a 7 de julho de 2019 | Sérvia · Letônia | 6     | Sérvia         |
| EuroBasket Feminino de 2019                  | 27 de junho a 7 de julho de 2019 | Sérvia · Letônia | 6     | Bélgica        |
| EuroBasket Feminino de 2019                  | 27 de junho a 7 de julho de 2019 | Sérvia · Letônia | 6     | Suécia         |
| Torneio de Pré-Qualificação da África        | 14 a 17 de novembro de 2019      | Moçambique       | 2     | Nigéria        |
| Torneio de Pré-Qualificação da África        | 14 a 17 de novembro de 2019      | Moçambique       | 2     | Moçambique     |
| Torneios de Pré-Qualificação das Américas    | 14 a 17 de novembro de 2019      | Argentina        | 2     | Estados Unidos |
| Torneios de Pré-Qualificação das Américas    | 14 a 17 de novembro de 2019      | Argentina        | 2     | Brasil         |
| Torneios de Pré-Qualificação das Américas    | 14 a 17 de novembro de 2019      | Canadá           | 2     | Canadá         |
| Torneios de Pré-Qualificação das Américas    | 14 a 17 de novembro de 2019      | Canadá           | 2     | Porto Rico     |
| Torneios de Pré-Qualificação da Ásia/Oceania | 14 a 17 de novembro de 2019      | Malásia          | 2     | Japão          |
| Torneios de Pré-Qualificação da Ásia/Oceania | 14 a 17 de novembro de 2019      | Malásia          | 2     | Austrália      |
| Torneios de Pré-Qualificação da Ásia/Oceania | 14 a 17 de novembro de 2019      | Nova Zelândia    | 2     | China          |
| Torneios de Pré-Qualificação da Ásia/Oceania | 14 a 17 de novembro de 2019      | Nova Zelândia    | 2     | Coreia do Sul  |
| Total                                        | Total                            | Total            | 16    |                |